# خطباء عرفة في العهد السعودي

تتابع خطباء عرفة

قائمة خطباء عرفة في العهد السعودي (1343- 1445 هـ / 1925- 2024 م) هي رصدٌ لمن تتابعَ من العلماء والخطباء على خَطابة مسجد نَمِرة في العهد السعودي، على مدار أكثرَ من مئة عام، وهم 16 خطيبًا، اقتدَوا برسول الإسلام محمد ﷺ في أداء الخُطبة في عرفات.

## خطبة عرفة
أولُ من خطبَ في عرفة رسولُ المسلمين محمد ﷺ، في حَجَّة الوداع يوم عرفة من جبل الرحمة، وذلك بتاريخ 9 ذي الحِجَّة عام 10 هـ الموافق 6 مارس 632 م. وهذه الحَجَّة هي أولُ حَجَّة حَجَّها الرسول محمد بعد فتح مكة، ولم يحُجَّ غيرها، إذ توفي بعدها بثلاثة أشهر تقريبًا. وقد خطبَ فيها خُطبةَ الوداع التي تضمَّنت توجيهاتٍ دينيةً وأخلاقية، وقيمًا إنسانيةً وحضارية.
ثم سار الخطباءُ من بعده على سَننه وهديه في إلقاء هذه الخُطبة في حجِّ كل عام. وهذه الخُطبة سنَّة غيرُ واجبة، فلو تُرِكَت فلا حرجَ، ولو ترك بعضُ الحَجيج استماعَها فلا حرجَ أيضًا، وإنما يفوتُ الفضلُ بتركها أو بترك استماعها.
ولخُطبة عرفة أهمية كبيرة، ففي يوم عرفة يجتمع الحُجَّاج على صعيد واحد في عرفات؛ للدعاء والذِّكر والتقرُّب إلى الله، على اختلاف أعراقهم وثقافاتهم وألوانهم، وتعدُّد ألسنتهم ولغاتهم، يُنصتون جميعًا إلى خُطبة واحدة. وهذه الخُطبة تُبَثُّ إلى المسلمين في أنحاء العالم بثًّا حيًّا ومترجمًا إلى 37 لغةً عالمية؛ ببثٍّ مباشر بـ 20 لغة، وترجمة غير متزامنة بـ 17 لغةً أُخرى، بإشراف الهيئة العامَّة للعناية بشؤون المسجد الحرام والمسجد النبوي في المملكة العربية السعودية. كما تُبث عبر مِنصَّة منارة الحرمين، وقناة الهيئة على مِنصَّة يوتيوب، وتطبيق نُسُك، وتردُّدات FM في مِنطَقة عرفة.

## خطباء عرفة
تولَّى الخُطبةَ في عرفات بعد النبيِّ محمد ﷺ الخلفاءُ والأمراء والسلاطينُ، بأنفسهم أو تكليفًا لمن يتولَّى الخطبة من العلماء والأئمَّة على مدار العصور الإسلامية. وفي عهد الدولة السعودية التي أنشأها الملك المؤسِّس عبد العزيز آل سعود، تتابعَ على خَطابة مسجد نَمِرة في يوم عرفة وعلى مدار أكثر من مئة عام (من 1343 إلى 1445 هـ): 15 خطيبًا، أوَّلهم الشيخ محمد بن عبد اللطيف بن عبد الرحمن آل الشيخ عام 1343هـ/ 1925م، والرابع عشر منهم الشيخ يوسف بن محمد بن سعيد عام 1444هـ/ 2023م. ثم الخامس عشر منهم الشيخ د. ماهر المعيقلي إمام وخطيب المسجد الحرام عام 1445هـ/ 2024م.
وغالبًا ما يكون اختيارُ خطيب عرفة من قِبَل ملك المملكة العربية السعودية، أو بإقراره وقَبوله. وقد أعلنت رئاسةُ الشؤون الدينية برئاسة الحرمين صدورَ الموافقة الملكية على تولِّي الشيخ د. صالح بن عبد الله ابن حُمَيد إمام وخطيب المسجد الحرام، وعضو هيئة كبار العلماء، إلقاءَ الخُطبة والصلاة يوم عرفة بمسجد نَمِرَة لهذا العام 1446هـ، ليكون بهذا الخطيبَ السادس عشر.
وقد خصَّت هيئةُ الإذاعة والتلفزيون السعودية خطباء عرفة في العهد السعودي، ببرنامج مرئي وثائقي يومي عُرض في القناة السعودية الأولى في موسم حجِّ عام 1445هـ بعنوان "عرفة مِنبَر الأرض" بلغ 14 حَلْقة، عرَّف في كل حَلْقة منه بخطيب من خُطباء عرفة، وبدأ عَرضُ الحَلْقة الأولى يوم السبت 24 من ذي القعدة 1445هـ الموافق أول يونيو (حَزِيران) 2024م، وعُرضَت الحَلْقةُ الأخيرة (الرابعة عشرة) يوم الجمعة 8 ذي الحِجَّة 1445هـ الموافق 14 يونيو 2024م. وكذلك بثَّت إذاعة القرآن الكريم في المملكة العربية السعودية برنامجًا إذاعيًّا بعنوان (خطباء عرفة في العهد السعودي) بدأ بثُّه في يوم الجمعة أول ذي الحِجَّة 1445هـ الموافق 7 يونيو (حَزِيران) 2024م.

## الخطباء في العهد السعودي
| الرقم التسلسلي | الخطيب                                    | الصورة | تاريخ الخطبة                                            | المدَّة     | العهد                                |
| -------------- | ----------------------------------------- | ------ | ------------------------------------------------------- | --------- | ------------------------------------ |
| 1              | محمد بن عبد اللطيف بن عبد الرحمن آل الشيخ |        | 1343هـ (1925م)                                          | سنة واحدة | الملك عبد العزيز                     |
| 2              | عبد الله بن حسن بن حسين آل الشيخ          |        | 1344- 1369هـ (1926- 1950م) و1371 - 1376هـ (1952- 1957م) | 32 سنة    | الملك عبد العزيز الملك سعود          |
| 3              | محمد بن عبد الله بن حسن آل الشيخ          |        | 1370هـ (1951م)                                          | سنة واحدة | الملك عبد العزيز                     |
| 4              | عبد العزيز بن عبد الله بن حسن آل الشيخ    |        | 1377- 1398هـ (1958-1978م) و1400 هـ-1401هـ (1980-1981م)  | 24 سنة    | الملك سعود الملك فيصل الملك خالد     |
| 5              | صالح بن محمد اللحيدان                     |        | 1399 هـ (1979م)                                         | سنة واحدة | الملك خالد                           |
| 6              | عبد العزيز بن عبد الله بن محمد آل الشيخ   |        | 1402 هـ-1436 هـ (1982- 2015م)                           | 35 سنة    | الملك فهد الملك عبد الله الملك سلمان |
| 7              | عبد الرحمن بن عبد العزيز السُّدَيس           |        | 1437 هـ (2016م)                                         | سنة واحدة | الملك سلمان                          |
| 8              | سعد بن ناصر الشَّثْري                        |        | 1438هـ (2017م)                                          | سنة واحدة | الملك سلمان                          |
| 9              | حسين بن عبد العزيز بن حسن آل الشيخ        |        | 1439هـ (2018م)                                          | سنة واحدة | الملك سلمان                          |
| 10             | محمد بن حسن بن عبد الرحمن آل الشيخ        |        | 1440هـ (2019م)                                          | سنة واحدة | الملك سلمان                          |
| 11             | عبد الله بن سليمان المَنيع                 |        | 1441هـ (2020م)                                          | سنة واحدة | الملك سلمان                          |
| 12             | بندر بن عبد العزيز بَلِيلَة                  |        | 1442هـ (2021م)                                          | سنة واحدة | الملك سلمان                          |
| 13             | محمد بن عبد الكريم العيسى                 |        | 1443هـ (2022م)                                          | سنة واحدة | الملك سلمان                          |
| 14             | يوسف بن محمد بن سعيد                      |        | 1444هـ (2023م)                                          | سنة واحدة | الملك سلمان                          |
| 15             | ماهر بن حمد المعيقلي                      |        | 1445هـ (2024م)                                          | سنة واحدة | الملك سلمان                          |
| 16             | صالح بن عبد الله بن حميد                  |        | 1446هـ (2025م)                                          | سنة واحدة | الملك سلمان                          |

## إحصاءات وتنبيهات

### إحصاءات[28]
- أولُ خطيب لعرفة في العهد السعودي الشيخ محمد بن عبد اللطيف آل الشيخ، كلَّفه الملكُ عبد العزيز الخُطبةَ في يوم عرفة نفسِه وداخل مسجد نَمِرة.
- حفيدُ الخطيب الأول وهو المفتي الشيخ عبد العزيز بن عبد الله بن محمد بن عبد اللطيف آل الشيخ، أكثرُ خطيب خطب في عرفة في تاريخ الإسلام مدَّة 35 عامًا.[29]
- من خطباء عرفة 7 خطباء من أسرة آل الشيخ محمد بن عبد الوهَّاب، العريقة في العلم والقضاء والإفتاء والدعوة.
- من خطباء عرفة 13 خطيبًا خطبوا مرَّة واحدة فقط، حتى الآن.
- من خطباء عرفة خطيبان فقط خطبا في عهد 3 من ملوك المملكة وهما: الشيخ عبد العزيز بن عبد الله بن حسن آل الشيخ (في عهد: سعود، وفيصل، وخالد)، والشيخ عبد العزيز بن عبد الله بن محمد بن عبد اللطيف آل الشيخ (في عهد: فهد، وعبد الله، وسلمان).
- من خطباء عرفة 11 خطيبًا خطبوا في عهد الملك سلمان بن عبد العزيز.
- من خطباء عرفة 7 خطباء من أئمَّة أحد الحرمين الشريفين أو كليهما.
- من خطباء عرفة 9 خطباء خطبوا وهم أعضاءٌ في هيئة كبار العلماء.
- من خطباء عرفة 8 خطباء يحملون شهادة الدكتوراه، ودرَّسوا في الجامعات.
- جميع خطباء عرفة أصحاب مناصب عالية؛ ففيهم مفتي السعودية، ورئيس مجلس الشورى، ورئيسان للمجلس الأعلى للقضاء، ووزيران، و3 مستشارين في الديوان الملكي، ونائبُ وزير، ورئيسان للشؤون الدينية للحرمين، والأمينُ العامُّ لرابطة العالم الإسلامي، ورئيسُ مجمع علمي.
- من خطباء عرفة خطيبٌ واحد فقط خطب وقد تجاوز التسعين من عمره وهو الشيخ عبد الله بن سليمان المَنيع.
- من خطباء عرفة 5 خطباء توفُّوا، و11 خطيبًا لا يزالون أحياءً حتى حجِّ عام 1446هـ.

### تنبيهات[30]
- يُشاع أن الملك سعود خطب في عرفة، ولم يثبُت ذلك. إنما كانت كلماتٍ ترحيبيةً فقط ألقاها في الحج، وليست خطبة مِنبرية في مسجد نمرة.
- يُشاع أن الشيخ المفسِّر محمد متولي الشعراوي خطب بعرفة، ولم يثبُت ذلك. والراجح أنه ألقى خُطبة خاصَّة في مخيَّم أو موعِظةً في جَمع من الحُجَّاج.
- يُشاع أن إمام الحرم المكي الشيخ عبد الظاهر أبو السمح خطب بعرفة عام 1365هـ أو نحوها، ولم يثبُت ذلك.
- أول خُطبة في عرفة مسجَّلة مرئيًّا ومحفوظة هي خطبة عام 1398هـ التي ألقاها الشيخ عبد العزيز بن عبد الله بن حسن.[31]

## الملاحظات
1. ↑  لم يكن هذا معروفًا، وأولُ من كشف عن أن الشيخ محمد بن عبد اللطيف  هو أولُ من خطب في عرفة: حفيدُه الأستاذ الباحث عبد المحسن بن عبد العزيز بن عبد الرحمن بن محمد بن عبد اللطيف آل الشيخ، في كتابه عن جده ص85، وقد أثبت نصَّ خبر الخطبة من جريدة أم القرى العدد 28 بتاريخ الجمعة 18 ذي الحِجة 1343هـ.

## فهرس الإحالات
منشورات
1. 1 2  آل الشيخ (2012)، ص. 85.
2. ↑  العوين (2019)، ج. 2، ص. 558.
3. ↑  العوين (2019)، ج. 1، ص. 441.
4. ↑  العوين (2019)، ج. 2، ص. 335.

مواقع ويب
1. ↑  زكريا سليماني (28 يونيو 2023). "جواب الفقيه العلامة محمد الحجوي الثعالبي (ت 1376هـ) عن سؤال: "هل خطب رسول الله صلى الله عليه عام حجة الوداع في عرفة يوم عرفة". تعريف وتحقيق". الرابطة المحمدية للعلماء. مؤرشف من الأصل في 2024-06-09. اطلع عليه بتاريخ 2024-06-09.
2. ↑  حرز الله محمد لخضر (7 يوليو 2022). "خطبة حجة الوداع.. مقاصد الإسلام في أبلغ بيان!". الجزيرة. مؤرشف من الأصل في 2024-06-09. اطلع عليه بتاريخ 2024-06-09.
3. ↑  عمر بن عبد الله المقبل (30 أغسطس 2017). "وقفات مع خطبة يوم عرفة". الموقع الرسمي للأستاذ الدكتور عمر المقبل. مؤرشف من الأصل في 2024-06-09. اطلع عليه بتاريخ 2024-06-09.
4. ↑  "الفتوى  138763: خطبة عرفة قبل صلاة الظهر والعصر و لا شيء على من لم يحضرها". إسلام ويب. 14 أغسطس 2010. مؤرشف من الأصل في 2024-06-09. اطلع عليه بتاريخ 2024-06-09.
5. ↑  "خطبة عرفة، من مسجد نمرة بعرفة، 9 ذو الحجة 1445هـ". الحرمين. مؤرشف من الأصل في 2023-12-27. اطلع عليه بتاريخ 2024-06-09.
6. ↑  ""شؤون الحرمين" تترجم خطبة عرفة بـ 37 لغة عالمية". صحيفة سبق الالكترونية. 15 يونيو 2024. مؤرشف من الأصل في 2024-06-16. اطلع عليه بتاريخ 2024-06-20.
7. ↑  دعاء عبد المنعم (5 يونيو 2024). "خطباء عرفة في العهد السعودي بالتفصيل". محتويات (المرجع الأول للمحتوى العربي). مؤرشف من الأصل في 2024-06-09. اطلع عليه بتاريخ 2024-06-09.
8. ↑  أحمد بن عبد المحسن العساف (16 نوفمبر 2018). "خطباء عرفة خلال قرن!". مدوَّنة أحمد العساف. مؤرشف من الأصل في 2024-06-09. اطلع عليه بتاريخ 2024-06-09.
9. ↑  "صدور الموافقة الكريمة على تولي الشيخ الدكتور يوسف بن محمد بن سعيد إلقاء خطبة يوم عرفة لهذا العام". صحيفة سبق الالكترونية. 2023-06-19لغة=ar. مؤرشف من الأصل في 2023-06-28. اطلع عليه بتاريخ 2024-06-20. {{استشهاد ويب}}: تحقق من التاريخ في: |تاريخ= (مساعدة)
10. ↑  مريم الجابر (27 مايو 2024). "ماهر المعيقلي خطيباً ليوم عرفة لحج هذا العام". العربية. مؤرشف من الأصل في 2024-06-09. اطلع عليه بتاريخ 2024-06-09.
11. ↑  "خطبة عرفة في مسجد نمرة". سعوديبيديا. 1443هـ/ 2022م. مؤرشف من الأصل في 2024-06-10. اطلع عليه بتاريخ 2024-06-10. {{استشهاد ويب}}: تحقق من التاريخ في: |تاريخ= (مساعدة)
12. ↑  "صالح بن حميد خطيباً ليوم عرفة". الشرق الأوسط. 25 مايو 2025 م ـ 28 ذو القِعدة 1446 هـ. مؤرشف من الأصل في 2025-05-30. اطلع عليه بتاريخ 2025-05-25. {{استشهاد ويب}}: تحقق من التاريخ في: |تاريخ= (مساعدة)
13. ↑  "هيئة الإذاعة والتلفزيون تطلق برنامج "عرفة منبر الأرض" لتسليط الضوء على سيرة خطباء الحرم في موسم الحج". وكالة الأنباء السعودية. 2 يونيو 2024. مؤرشف من الأصل في 2024-06-09. اطلع عليه بتاريخ 2024-06-09.
14. ↑  "في مسجد نمرة يوم الوقفة بعرفات". جريدة أم القرى. السنة الثامنة والعشرون ع. 1379: 2. الجمعة 19 ذي الحجة 1370هـ الموافق 21 سبتمبر 1951م. {{استشهاد بدورية محكمة}}: تحقق من التاريخ في: |تاريخ= (مساعدة)
15. ↑  "خطباء يوم عرفة خلال 100 عام". صحيفة المدينة. 19 يوليو 2021. مؤرشف من الأصل في 2022-07-10. اطلع عليه بتاريخ 2024-06-10.
16. ↑  "من اللحيدان لـ"آل الشيخ".. تعرّف على خطباء #يوم_عرفة على مدى 40 عامًا". سبق. 10 أغسطس 2019. مؤرشف من الأصل في 2024-06-10. اطلع عليه بتاريخ 2024-06-10.
17. ↑  إبراهيم العلوي (الثلاثاء 27 يونيو 2023). "14 خطيباً احتضنهم مسجد نمرة.. المفتي أكثرهم وقوفاً". صحيفة عُكاظ. مؤرشف من الأصل في 2024-06-10. اطلع عليه بتاريخ 2024-06-10. {{استشهاد ويب}}: تحقق من التاريخ في: |تاريخ= (مساعدة)
18. ↑  "السديس يلقي خطبة عرفة". عمون. 11 سبتمبر 2016. مؤرشف من الأصل في 2024-06-10. اطلع عليه بتاريخ 2024-06-10.
19. ↑  "بأمر الملك سلمان .. تكليف الشيخ سعد الشثري بخطبة يوم عرفة". صحيفة منبر الإلكترونية. 30 أغسطس 2017. مؤرشف من الأصل في 2024-07-06. اطلع عليه بتاريخ 2024-06-10.
20. ↑  "بعد تكليفه لأول مرة.. شاهد «حسين آل الشيخ» يأسر قلوب الحجاج في خطبة عرفة." صحيفة المرصد. 1439هـ/ 2018م. مؤرشف من الأصل في 6 يوليو 2024. اطلع عليه بتاريخ 2024-06-10. {{استشهاد ويب}}: تحقق من التاريخ في: |تاريخ= (مساعدة)
21. ↑  "تكليف الشيخ "محمد آل الشيخ" خطيباً لخطبة عرفة". صحيفة المرصد. 1440هـ / 2019م. مؤرشف من الأصل في 2024-07-06. اطلع عليه بتاريخ 2024-06-10. {{استشهاد ويب}}: تحقق من التاريخ في: |تاريخ= (مساعدة)
22. ↑  "تكليف الشيخ عبدالله المنيع لإلقاء خطبة يوم عرفة بحج هذا العام". وكالة الأنباء السعودية. 28 يوليو 2020. مؤرشف من الأصل في 2021-10-25. اطلع عليه بتاريخ 2024-06-10.
23. ↑  حامد القرشي (14 يوليو 2021). ""بليلة" خطيباً ليوم عرفة في حج هذا العام". العربية. مؤرشف من الأصل في 2024-07-07. اطلع عليه بتاريخ 2024-06-10.
24. ↑  "بأمر الملك.. تكليف محمد العيسى بالخطبة والصلاة في يوم عرفة". صحيفة الرياض. 5 يوليو 2022. مؤرشف من الأصل في 2024-07-08. اطلع عليه بتاريخ 2024-06-10.
25. ↑  "صدور الموافقة الكريمة على تولي الشيخ يوسف بن سعيد إلقاء خطبة يوم عرفة". صحيفة الوطن. الاثنين 19 يونيو 2023. مؤرشف من الأصل في 8 يوليو 2024. اطلع عليه بتاريخ 2024-06-10. {{استشهاد ويب}}: تحقق من التاريخ في: |تاريخ= (مساعدة)
26. ↑  عبدالعزيز الربيعي (27 مايو 2024). "صدور الموافقة الملكية الكريمة.. ماهر المعيقلي خطيباً ليوم عرفة". صحيفة عُكاظ. مؤرشف من الأصل في 2024-07-08. اطلع عليه بتاريخ 2024-06-10.
27. ↑  "صالح بن حميد خطيبًا ليوم عرفة". قناة العربية. 25 مايو 2025. اطلع عليه بتاريخ 2025-08-12.
28. ↑  أحمد بن عبد المحسن العساف (27 مايو 2024). "إحصاءات سعودية في خطبة عرفة". مدوَّنة أحمد العساف. مؤرشف من الأصل في 2024-07-07. اطلع عليه بتاريخ 2024-06-09.
29. ↑  فلاح الجوفان (5 يوليو 2022). "خطباء عرفة.. أولهم "ابن عبد اللطيف" وآخرهم "العيسى".. وأطولهم مدة "المفتي"". سبق. مؤرشف من الأصل في 2024-07-09. اطلع عليه بتاريخ 2024-06-09.
30. ↑  أحمد بن عبد المحسن العساف (5 يوليو 2022). "خطبة العام خلال مئة عام!". مدوَّنة أحمد العساف. مؤرشف من الأصل في 2024-07-08. اطلع عليه بتاريخ 2024-06-09.
31. ↑  أحمد بن عبد المحسن العساف (14 يوليو 2021). "خطباء عرفة: تحديث وتوثيق". مدوَّنة أحمد العساف. مؤرشف من الأصل في 2024-07-08. اطلع عليه بتاريخ 2024-06-09.

تسجيلات مصورة على يوتيوب
1. ↑  برنامج خطباء عرفة في العهد السعودي. إذاعة القرآن الكريم (تسجيل صوت). يوتيوب. 7 يونيو 2024. مؤرشف من الأصل في 2024-08-23. اطلع عليه بتاريخ 2024-07-06.
2. ↑  تسجيل نادر جدا - خطبة عرفات الشيخ عبدالعزيز بن حسن ال الشيخ - مسجد نمره عام 1975. دولة القرآن الكريم (تسجيل مصوَّر). يوتيوب. 7 يونيو 2024.  3:09 دقيقة. مؤرشف من الأصل في 2024-07-06. اطلع عليه بتاريخ 2024-07-06.
3. ↑  خطبة قديمة في يوم عرفة | لسماحة الشيخ صالح بن محمد اللحيدان عام 1399 هـ. الْأَبْرَارِ (تسجيل مرئي). يوتيوب. 5 فبراير 2022. مؤرشف من الأصل في 2024-07-06. اطلع عليه بتاريخ 2024-07-07.
4. ↑  الهيئة العامة للعناية بشؤون الحرمين (26 نوفمبر 2009). "خطبة يوم عرفة 9 ذو الحجة 1430 هـ عبد العزيز آل الشيخ". يوتيوب. مؤرشف من الأصل في 2024-07-08. اطلع عليه بتاريخ 2024-06-10.
5. ↑  خطبة عرفة - حج عام 1437هـ. إنفوجرافيك السعودية (تسجيل مرئي). يوتيوب. 11 سبتمبر 2016. مؤرشف من الأصل في 2024-06-10. اطلع عليه بتاريخ 2024-07-07.
6. ↑  خطبة يوم عرفة كاملة للدكتور سعد الشثري - 9 ذو الحجة 1438هـ. روتانا خليجية (تسجيل مرئي). يوتيوب. 31 أغسطس 2017. مؤرشف من الأصل في 2024-06-10. اطلع عليه بتاريخ 2024-07-07.
7. ↑  خطبة يوم عرفة كامله لعام 1439هـ للشيخ حسين بن عبدالعزيز آل الشيخ. روتانا خليجية (تسجيل مرئي). يوتيوب. 20 أغسطس 2018. مؤرشف من الأصل في 2024-07-12. اطلع عليه بتاريخ 2024-07-07.
8. ↑  خطبة يوم عرفة كامله لعام 1440هـ للشيخ محمد بن حسن آل الشيخ. روتانا خليجية (تسجيل مرئي). يوتيوب. 10 أغسطس 2019. مؤرشف من الأصل في 2024-07-07. اطلع عليه بتاريخ 2024-07-07.
9. ↑  خطبة يوم عرفة كامله لعام 1441هـ لـ معالي الشيخ عبدالله المنيع. روتانا خليجية (تسجيل مرئي). يوتيوب. 30 يوليو 2020. مؤرشف من الأصل في 2024-07-07. اطلع عليه بتاريخ 2024-07-07.
10. ↑  خطبة يوم عرفة كامله لعام 1442هـ للشيخ الشيخ بندر بن عبدالعزيز بليلة. الرسالة (Alresalah) (تسجيل مرئي). يوتيوب. 19 يوليو 2021. مؤرشف من الأصل في 2024-07-06. اطلع عليه بتاريخ 2024-07-07.
11. ↑  خطبة يوم عرفة لحج عام 1443هـ للشيخ محمد العيسى. روتانا خليجية (تسجيل مرئي). يوتيوب. 8 يوليو 2020. مؤرشف من الأصل في 2024-07-06. اطلع عليه بتاريخ 2024-07-07.
12. ↑  خطبة #يوم_عرفة للشيخ يوسف بن محمد بن سعيد لحج عام 1444هـ. روتانا خليجية (تسجيل مرئي). يوتيوب. 27 يونيو 2020. مؤرشف من الأصل في 2024-07-07. اطلع عليه بتاريخ 2024-07-07.
13. ↑  خطبة يوم عرفة كاملة للدكتور ماهر المعيقلي. إم بي سي 1 (MBC1) (تسجيل مرئي). يوتيوب. 15 يونيو 2020. مؤرشف من الأصل في 2024-07-15. اطلع عليه بتاريخ 2024-07-07.

### معلومات المنشورات كاملة
- عبد المحسن بن عبد العزيز آل الشيخ (2012). الشيخ محمد بن عبد اللطيف بن عبد الرحمن آل الشيخ مفتي نجد وقاضي قضاة الوشم وعسير والرياض: سيرته ورسائله 1273هـ-1367 هـ (ط. 1). الرياض: د.ن.. ISBN:978-603-00-8856-0. QID:Q127178036.
- أحمد بن عبد الرحمن العوين (2019)، علماء آل الشيخ: ذرية شيخ الإسلام محمد بن عبد الوهاب رحمه الله المتوفون حتى نهاية عام 1430هـ (ط. 2)، الرياض: مطبعة قناص العربية، QID:Q127178925

## وصلات خارجية
برنامج (عرفة مِنبَر الأرض):
- الحلقة 1 - الشيخ محمد بن عبد اللطيف بن عبد الرحمن آل الشيخ
- الحلقة 2 - الشيخ عبد الله بن حسن بن حسين آل الشيخ
- الحلقة 3 - الشيخ محمد بن عبد الله بن حسن آل الشيخ
- الحلقة 4 - الشيخ عبد العزيز بن عبد الله بن حسن آل الشيخ
- الحلقة 5 - الشيخ صالح بن محمد اللحيدان
- الحلقة 6 - الشيخ عبد العزيز بن عبد الله آل الشيخ
- الحلقة 7 - الشيخ عبد الرحمن السديس
- الحلقة 8 - الشيخ سعد بن ناصر الشثري
- الحلقة 9 - الشيخ حسين بن عبد العزيز آل الشيخ
- الحلقة 10 - الشيخ محمد بن حسن بن عبد الرحمن آل الشيخ
- الحلقة 11 - الشيخ عبد الله بن سليمان المَنيع
- الحلقة 12 - الشيخ بندر بن عبد العزيز بَلِيلَة
- الحلقة 13 - الشيخ محمد بن عبد الكريم العيسى
- الحلقة 14 - الشيخ يوسف بن محمد بن سعيد